# أود (اسم)
أَوْد هو اسم علم مذكر من أصل عربي، ومعناه هو الانثناء والإعوجاج والعطف على الغير، والإثقال على الغير وإجهاده.